# Simon de Saint-Maurice
Pour les articles homonymes, voir Maurice et Saint Maurice.
Simon de Saint-Maurice est d'abord un chanoine de l'abbaye Saint-Martin de Laon, située en France dans le département de l'Aisne. Il est présent depuis l'origine dans la communauté religieuse qui s'est fixée en 1129 à Heverlee, près de Louvain, afin de fonder un nouveau monastère de l'Ordre des Prémontrés. L'abbaye de Parc existe toujours en 2021, en Belgique, dans le Brabant flamand.
En 1132, Simon de Saint-Maurice est élu abbé de cet établissement religieux, et le restera jusqu'à sa mort en 1142. C'est avec lui que commence le véritable développement de l'abbaye.

## Contexte

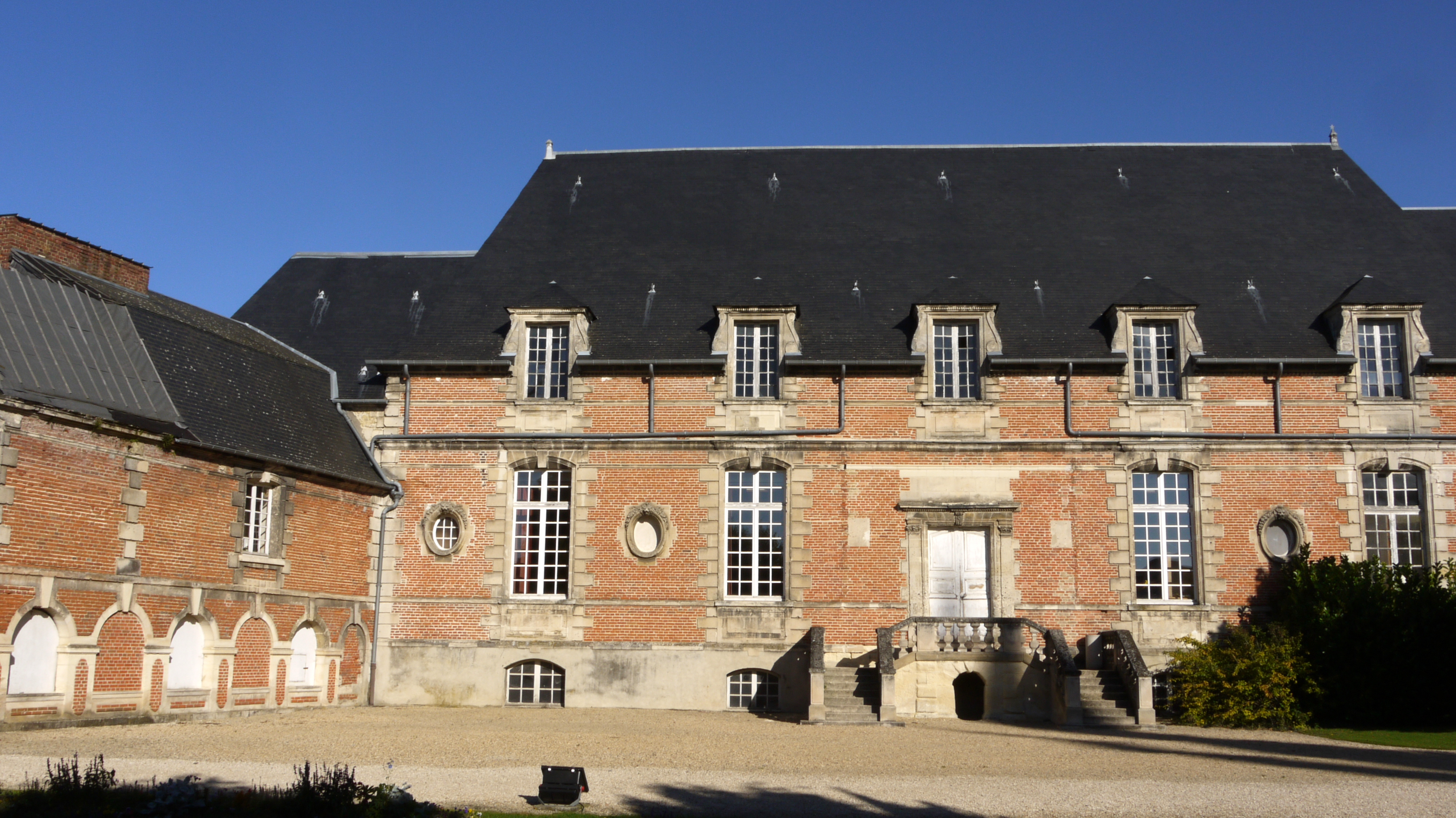
Vieux bâtiment de l'abbaye Saint-Martin de Laon.

Une communauté religieuse s'est fixée en 1129 à Heverlee, près de Louvain, afin de fonder un nouveau monastère de l'Ordre des Prémontrés.
Le fondateur de l'abbaye de Parc Godefroid le Barbu, Landgrave de Brabant, comte de Louvain et Bruxelles, décide que les frères profès, venus de l'abbaye Saint-Martin de Laon doivent élire librement et canoniquement leur abbé lorsque la nouvelle fondation pourra entretenir un couvent de douze chanoines. L'élu devra alors prendre la crosse pastorale pour être présenté par ses frères à l'évêque de Liège et être béni par lui.

## Abbatiat de Simon de Saint-Maurice

### Élection
La communauté religieuse se consacre en grande partie au travail manuel car les terres sont à défricher. Mais trois ans après la fondation de l'abbaye, en 1132, l'institution étant organisée et le nombre de religieux suffisant, ces derniers se choisissent un abbé en la personne du chanoine Simon de Saint-Maurice,.

### Défrichage des terres et agriculture
Sous l'administration de l'abbé Simon de Saint-Maurice, les religieux consacrent beaucoup de temps à l'agriculture, établissent des fermes où ils envoient quelques frères. Les terres inexploitées et en friches se transforment alors rapidement pour se couvrir de riches moissons. L'abbé Simon de Saint-Maurice fait défricher en particulier une grande partie de la forêt de Soignes qui s'étend alors jusqu'à Vossem, endroit où les bâtiments d'une ferme modèle sont construits,.
Pour soutenir cette entreprise, l'évêque de Cambrai Nicolas accorde, en 1139, par charte, les dîmes novales de toutes les productions des terres défrichées dans ce secteur, ainsi que le droit d'établir un propre cimetière, pour l'enterrement des frères et sœurs convers.

### Acquisition de biens et essaimage
Sous le régime de l'abbé Simon, l'abbaye s'enrichit de plusieurs autres biens, consistant en des terres, près et bois, pour porter l'ensemble des acquisitions à environ 335 bonniers.
La prospérité de l'abbaye de Parc est tellement rapide que les religieux peuvent établir très tôt une nouvelle colonie de Norbertins à Runckelen. En effet, le comte Gislebert de Duras, informé des œuvres charitables qu'exercent ces religieux de l'Ordre de Saint-Norbert, leur offre l'église de Runckelen avec toutes ses dépendances. L'évêque de Liège Alexandre, en approuve la donation en 1134 et le pape Innocent II la confirme en 1142.
D'autre part, Godefroid le Barbu donne, en 1134 encore, une nouvelle terre située à Scoenderbueken sous Sichem aux chanoines de l'abbaye de Parc pour qu'ils érigent un hôpital avec chapelle, qui fonctionnera avec des frères laïcs sous l'autorité d'un prêtre,.  
En 1137, l'abbé accepte d'envoyer sept de ses religieux à Ninove, pour y fonder une première grande filiale, après s'être rendu lui-même sur place, pour examiner le lieu et les propositions du seigneur Gérard, avoué de la ville de Ninove, homme noble, fils d'Amélric, connétable de Flandre. Ce nouvel édifice deviendra l'abbaye de Ninove.

### Intendance
Du temps de l'abbé Simon, 26 religieux sont acceptés à l'abbaye, dont 12 convers.

### Décès
L'abbé Simon de Saint-Maurice meurt le 30 mars 1142,.

## Postérité

### Indication posthume
Dans son ouvrage cité dans la bibliographie en bas de page, J.E. Jansen accompagne la chronologie de l'abbé Simon de Saint-Maurice d'une indication en latin le concernant et qui donne par un utilitaire de traduction : « Il favorise l'expansion de l'industrie et développe la réputation d'un nouveau vignoble. »

### Armes de l'abbé

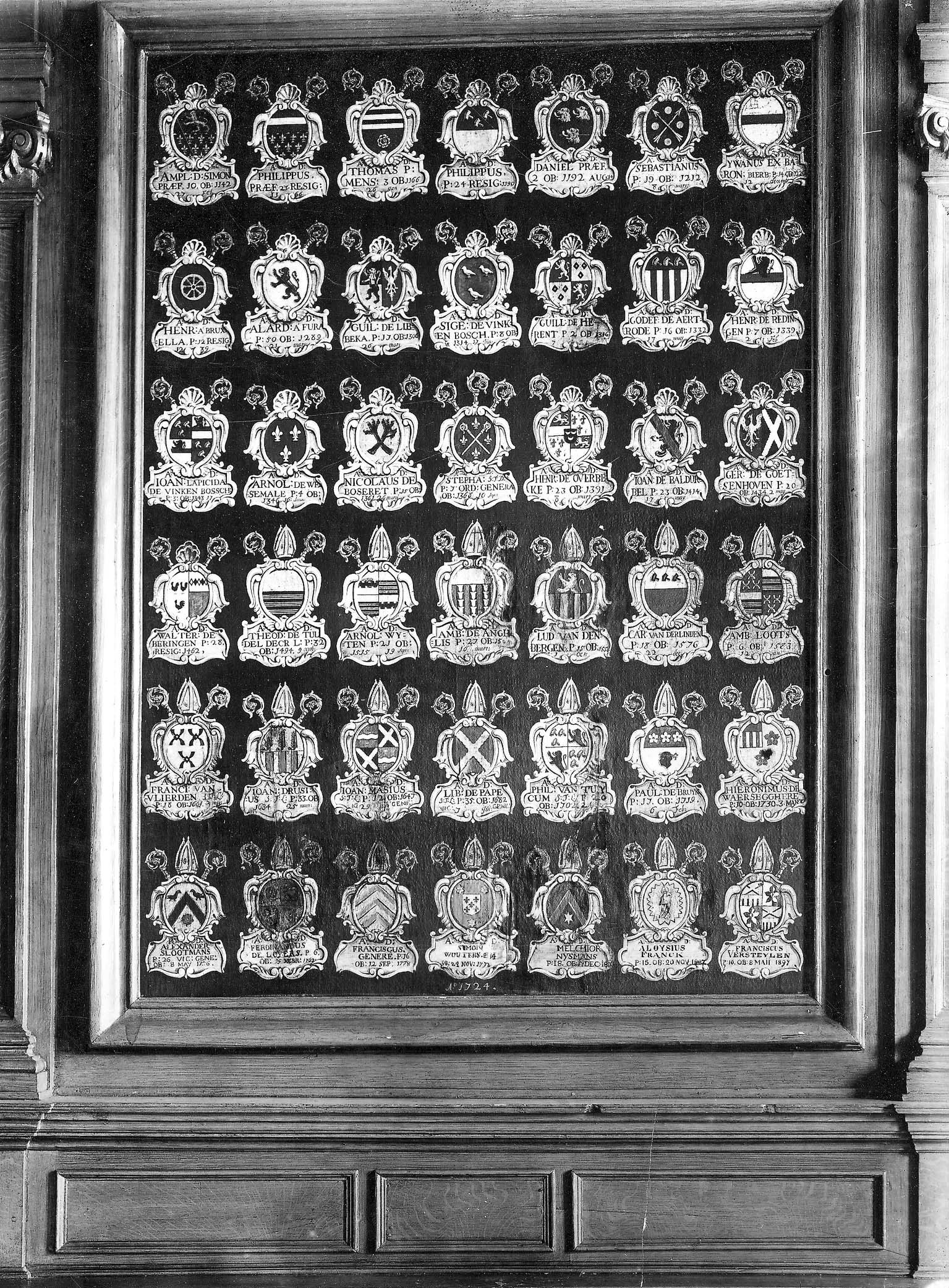
Armes des abbés de Parc (1724).

Le blasonnement des armes de l'abbé Simon de Saint-Maurice est : « d'azur semé de fleurs de lis d'or posées, 4,3,2, au chef de sable chargé d'un lion d'or rampant morné. » 
Les armes de cet abbé apparaissent sur le tableau qui existe à l'abbaye de Parc. Elles ont été fabriquées tardivement, relevant l'origine française de cet abbé. On retrouve la représentation du blason dans l'armorial des abbés de Parc.